# Тара Хилс (Калифорнија)
Тара Хилс (енгл. Tara Hills) насељено је место без административног статуса у америчкој савезној држави Калифорнија.

## Демографија
По попису из 2010. године број становника је 5.126, што је 206 (-3,9%) становника мање него 2000. године.
| Група             | 2000.         | 2010.         |
| Белци             | 2.299 (43,1%) | 1.453 (28,3%) |
| Афроамериканци    | 770 (14,4%)   | 682 (13,3%)   |
| Азијати           | 754 (14,1%)   | 869 (17,0%)   |
| Хиспаноамериканци | 1.273 (23,9%) | 1.947 (38,0%) |
| Укупно            | 5.332         | 5.126         |